# Iris wilsonii
Iris wilsonii là một loài thực vật có hoa trong họ Diên vĩ. Loài này được C.H.Wright miêu tả khoa học đầu tiên năm 1907.